# Municipio de Cane Creek (Misuri)
El municipio de Cane Creek (en inglés: Cane Creek Township) es un municipio ubicado en el condado de Butler en el estado estadounidense de Misuri. En el año 2010 tenía una población de 468 habitantes y una densidad poblacional de 4,21 personas por km².

## Geografía
El municipio de Cane Creek se encuentra ubicado en las coordenadas 36°53′33″N 90°35′39″O / 36.89250, -90.59417. Según la Oficina del Censo de los Estados Unidos, el municipio tiene una superficie total de 111.06 km², de la cual 110,82 km² corresponden a tierra firme y (0,21 %) 0,24 km² es agua.

## Demografía
Según el censo de 2010, había 468 personas residiendo en el municipio de Cane Creek. La densidad de población era de 4,21 hab./km². De los 468 habitantes, el municipio de Cane Creek estaba compuesto por el 97,86 % blancos, el 0,43 % eran afroamericanos, el 0,43 % eran amerindios, el 1,07 % eran asiáticos y el 0,21 % eran de una mezcla de razas. Del total de la población el 0,43 % eran hispanos o latinos de cualquier raza.